# Boehmeria balslevii
Boehmeria balslevii är en nässelväxtart som beskrevs av I. Friis och C. M. Wilmot-dear. Boehmeria balslevii ingår i släktet Boehmeria och familjen nässelväxter. Inga underarter finns listade i Catalogue of Life.